# Anika Strnad
Anika Strnad, slovenska rokometašica, * 11. junij 1998.
Anika je članica RK Žalec in slovenske reprezentance, s katero je nastopila na svetovnem prvenstvu 2019.